# Luigi Cancrini
Luigi Cancrini (Roma, 20 dicembre 1938) è uno psichiatra e politico italiano.

## Biografia
È uno psichiatra e psicoterapeuta di formazione psicoanalitica e sistemica. Ha fondato negli anni Settanta a Roma con sede in Via Gabriele Falloppio, 2, il Centro Studi di Terapia Familiare e Relazionale, una delle più importanti scuole di Psicoterapia in Italia, di cui è tuttora Presidente.
La sua attività si è sviluppata nel clima delle battaglie culturali contro l'emarginazione del diverso nelle scuole (le classi differenziali e speciali), nella psichiatria (gli ospedali psichiatrici), nel campo della dipendenza e dei comportamenti antisociali (il carcere). Di ciò ha continuato ad occuparsi collegando le manifestazioni della diversità al disagio della persona e portando avanti un tentativo di allargamento dei confini della pratica psicoterapeutica e un impegno continuo, a livello politico e divulgativo, per il riconoscimento della sua importanza.
Per Rai Dipartimento Scuola Educazione presenta e cura il programma “Scienza e non scienza” trasmesso su Rai 3 nel 1988.
Dal 1989 al 1992 fu "Ministro per la lotta agli stupefacenti" del governo ombra del Partito Comunista Italiano.
Nel 2004 ha ricevuto dall'European Family Therapy Association (EFTA) a Berlino il premio per il suo contributo eccezionale nel campo della terapia familiare.
Dal 1995 al 2014 è stato direttore scientifico delle Comunità terapeutiche di Saman, dal 1998 è Direttore scientifico del Centro di Aiuto al Bambino Maltrattato e alla Famiglia del Comune di Roma e dal 2009 delle Comunità per Minori della Fondazione Domus de Luna   in Sardegna.
È direttore responsabile della Rivista Scientifica Ecologia della Mente, edita dal Pensiero Scientifico Editore e della collana (Bi)sogno di Psicoterapia della Alpes Italia.
Dal 2006 al 2008 è stato deputato del Parlamento Italiano per il Partito dei Comunisti Italiani e Vicepresidente della Commissione Infanzia della Camera.